# ۴۱۰ (قمری)
۴۱۰ (قمری)، چهارصد و دهمین سال در گاهشماری هجری قمری است. اول محرم این سال برابر با پانزدهم مه سال ۱۰۱۹ میلادی است.